# Dysphania manillaria
Dysphania manillaria là một loài bướm đêm trong họ Geometridae.